# Izoterma Volmera
Izoterma Volmera – równanie izotermy adsorpcji mobilnej gazu na powierzchni homogenicznej (powierzchni energetycznie jednorodnej):
{\displaystyle Kp={\frac {\theta }{1-\theta }}\exp \left({\frac {\theta }{1-\theta }}\right)}
gdzie:
- p – ciśnienie adsorbatu gazowego,
- θ – pokrycie powierzchni, czyli adsorpcja względna dla adsorpcji monowarstwowej,
- K – stała równowagi adsorpcji związana z energią adsorpcji adsorbatu.

Założeniem izotermy Volmera jest swobodny ruch cząsteczek adsorbatu po powierzchni adsorbentu bez wpływu oddziaływań bocznych adsorbat-adsorbat. Izoterma Volmera jest analogiem izotermy Langmuira otrzymanej przy założeniu adsorpcji zlokalizowanej (pozostałe założenia obu modeli są takie same).
Izoterma Volmera może być stosowana jako tzw. izoterma lokalna przy analizie adsorpcji na powierzchniach heterogenicznych przy wykorzystaniu ogólnego równania całkowego.